# Morgan Scroggy
Morgan Scroggy (Portland (Oregon), 2 augustus 1988) is een Amerikaanse zwemster.

## Carrière
Bij haar internationale debuut, op de Pan Pacific kampioenschappen zwemmen 2010 in Irvine, veroverde Scroggy de zilveren medaille op de 200 meter vrije slag en eindigde ze als tiende op de 200 meter wisselslag, daarnaast werd ze uitgeschakeld in de series van de 100 meter vrije slag en de 200 meter rugslag. Samen met Dana Vollmer, Katie Hoff en Allison Schmitt sleepte ze de gouden medaille in de wacht op de 4x200 meter vrije slag.
Op de wereldkampioenschappen zwemmen 2011 in Shanghai strandde de Amerikaanse in de series van de 200 meter vrije slag.

## Internationale toernooien
| Jaar | Olympische Spelen | WK langebaan        | WK kortebaan  | PanPacs                                                                                            |
| ---- | ----------------- | ------------------- | ------------- | -------------------------------------------------------------------------------------------------- |
| 2010 |                   |                     | geen deelname | 28e 100m vrije slag · 200m vrije slag · 19e 200m rugslag · 10e 200m wisselslag · 4x200m vrije slag |
| 2011 |                   | 20e 200m vrije slag |               | |

## Persoonlijke records
Bijgewerkt tot en met 18 augustus 2010

### Kortebaan
| Afstand         | Tijd    | Datum            | Plaats         |
| --------------- | ------- | ---------------- | -------------- |
| 100m vrije slag | 55,07   | 8 december 2006  | Tualatin Hills |
| 200m vrije slag | 1.58,27 | 10 december 2006 | Tualatin Hills |
| 200m rugslag    | 2.09,90 | 9 december 2006  | Tualatin Hills |
| 200m wisselslag | 2.20,06 | 12 november 2004 | Victoria       |

### Langebaan
| Afstand         | Tijd    | Datum            | Plaats |
| --------------- | ------- | ---------------- | ------ |
| 100m vrije slag | 54,96   | 7 augustus 2010  | Irvine |
| 200m vrije slag | 1.57,13 | 18 augustus 2010 | Irvine |
| 200m rugslag    | 2.10,87 | 6 augustus 2010  | Irvine |
| 200m wisselslag | 2.11,25 | 3 augustus 2010  | Irvine |